# Anikabil
Anikabil es una población del municipio de Mérida en el estado de Yucatán localizado en el sureste de México. Actualmente esta completamente conurbada al complejo habitacional Ciudad Caucel

## Toponimia
El nombre (Anikabil) significa en idioma maya lugar de bejucos.

## Demografía
Según el censo de 2005 realizado por el INEGI, la población de la localidad era de 5 habitantes.
| ?                           | ? | 5 |
| (Fuente: INEGI [Consultar]) |   |   |

## Galería

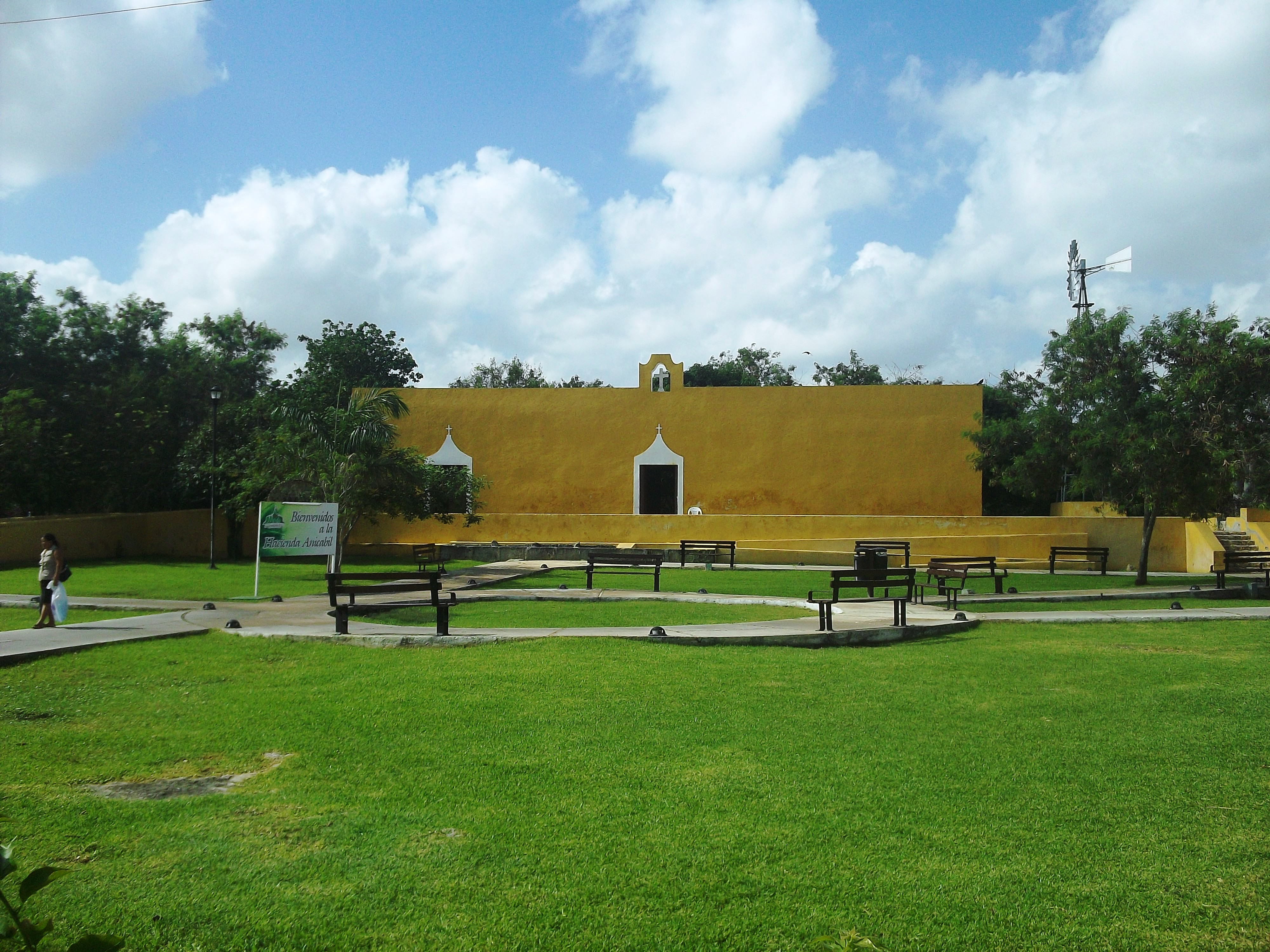
Hacienda Anikabil.